# Mizan (huyện)
Mizan là một huyện thuộc tỉnh Zabol, Afghanistan. Dân số thời điểm năm 1999 là 11,33 người.